# 长沙城南堂

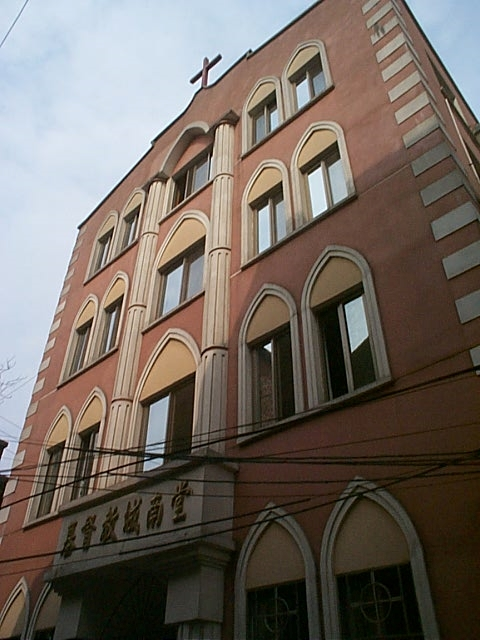
长沙城南堂

长沙城南堂，是中国湖南省长沙市的一座基督教堂，位于天心区社坛街，前身是基督教内地会福音堂，始建于1907年（清光绪三十三年）。
内地会系中华基督教的一个教派，创建于1865年，创始人为英国人戴德生牧师。1898年, 内地会美籍葛荫华博士来到长沙,在学院街组织小规模的布道工作，1902年,在学院街租房创建长沙内地会。1905年6月1日，戴德生牧师来长沙内地会视察，2日，登南门城墙；6月3日上午讲道，下午参加茶会，返家上楼卧床休息、阅书信，无疾而终。
长沙社坛街内地会福音堂由内地会德籍传教士何伦卫、顾蒙恩开辟于1907年，1910年教堂毁于抢米风潮，同年修复；1930年长沙内地会的房屋又被战火焚毁，当年即修复。
1909年,美、德两个内地会协商，将学院街内地会与社坛街德国内地会合并，并由德国吴立德担任首任牧师；1923年，由差会派德籍安德医生来长沙创办医院，遂将学院街房屋全部作为医院之用，改名为德生医院，以纪念内地会创始人戴德生。
1958年实行联合礼拜后，社坛街内地会福音堂更名为基督教城南堂。1966年文化大革命中教堂关闭，用作工厂仓库和车间。1982年，城南堂重新开放。1985年，市房产局将教堂交还给长沙市基督教三自爱国运动委员会管理，但由于长久失修，教堂已成危房。市基督教两会自筹人民币20多万元对之进行重建，于1987年底竣工，1988年元月1日正式举行复堂典礼。